# Tonhalle Duisburg

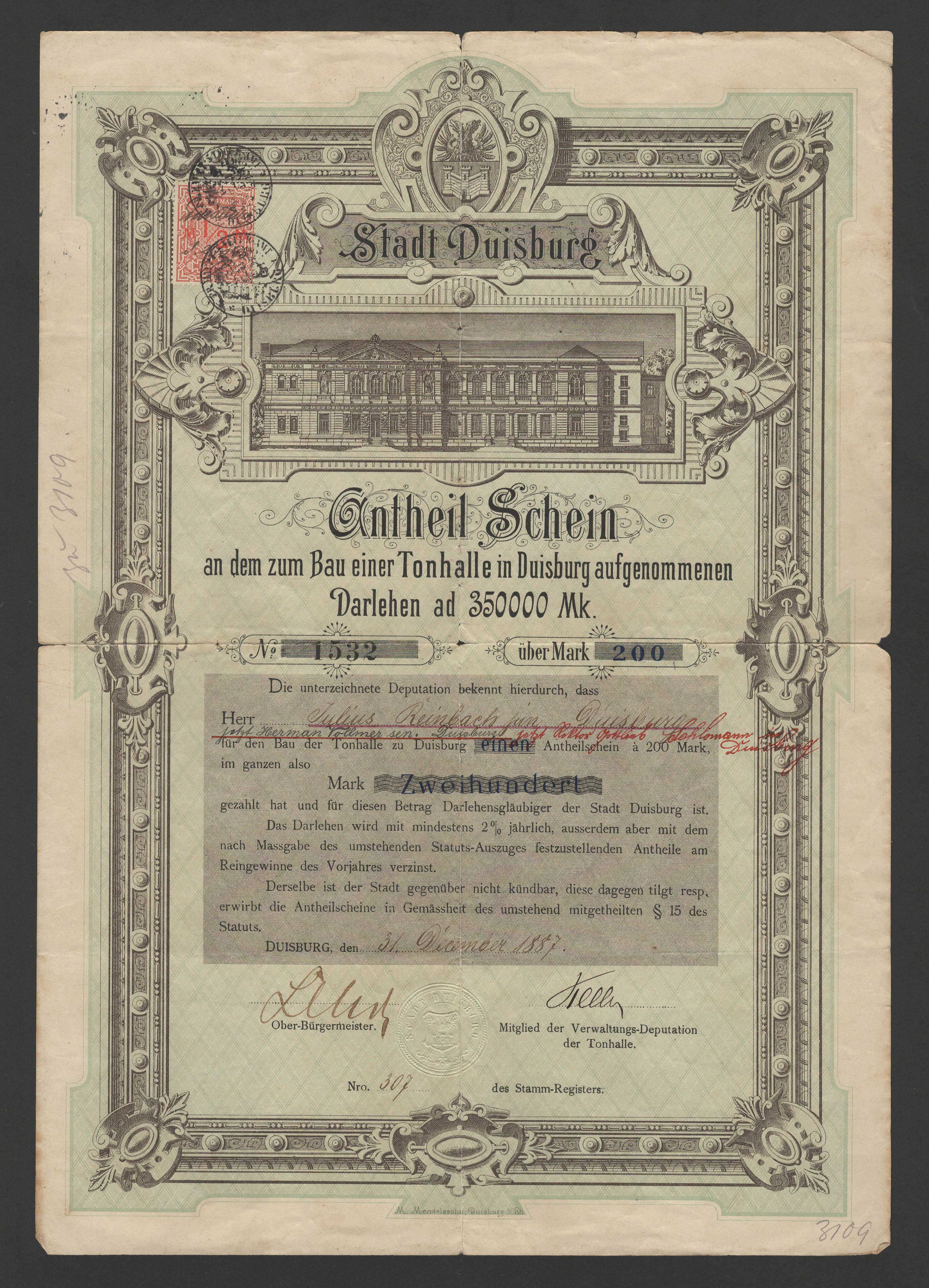
Anteilschein von 1887 an einem Darlehen der Stadt Duisburg zur Finanzierung des Baus der Tonhalle

Tonhalle (um 1914)

Die Tonhalle in Duisburg war ein Konzert- und Theatergebäude, das im Jahre 1887 eröffnet und im Zweiten Weltkrieg zerstört wurde.
Auf Betreiben des Duisburger Oberbürgermeisters Karl Lehr beschloss die Verwaltung der Stadt Duisburg den Bau eines Konzert- und Theatergebäudes, das dem im Jahre 1877 gegründeten städtischen Orchester, den heutigen Duisburger Philharmonikern, als Spielstätte dienen sollte. Durch Spenden und eine Lotterie gelang es, 350.000 Mark für den Neubau aufzubringen. Am 12. November 1887 erfolgte mit der Aufführung von Carl Maria von Webers Preciosa die feierliche Einweihung. Die Tonhalle war ein historistischer Bau, der in den so genannten Tonhallenpark an der Königstraße eingebettet war. Der Konzertsaal wurde 1900 mit einer Orgel von Wilhelm Sauer ausgestattet, die drei Manuale und 50 Register besaß.
Zusammen mit der Stadt Düsseldorf, die seit 1864 ebenfalls ein festes Orchester besaß und von 1886 bis 1890 die Düsseldorfer Tonhalle errichten ließ, gründete man eine Theatergemeinschaft, deren Tradition noch heute von der Deutschen Oper am Rhein weitergeführt wird.
In Ergänzung zur Tonhalle begann man in Duisburg im Jahr 1911 mit dem Bau des neuen Stadttheaters unweit der Tonhalle, das am 7. November 1912 feierlich eingeweiht wurde. Die Stadt verfügte somit über zwei bedeutende Theaterinstitutionen am Niederrhein und im westlichen Ruhrgebiet. In dem etwa 1.200 Personen fassenden Konzertsaal der Tonhalle entwickelte das Duisburger Musikleben seine überregionale Bedeutung. In den 1920er Jahren traten dort namhafte Dirigenten und Komponisten auf, darunter Paul Hindemith, Hans Pfitzner und Wilhelm Furtwängler. 
In der Bombennacht des 6. September 1942 wurde die Tonhalle komplett zerstört, ein Wiederaufbau war nicht mehr möglich. Erste Gespräche über einen Neubau fanden bereits 1948 statt, doch erst 1957 führte die Stadt Duisburg einen bundesweiten Architektenwettbewerb durch. In der Folge wurde das zerstörte Bauwerk bis 1962 durch die Mercatorhalle ersetzt.